# Affaire conclue
Affaire conclue is een Frans televisieprogramma dat sinds augustus 2017 wordt uitgezonden op France 2. Het is een bewerking van het Duitse programma Bares für Rares, dat sinds 2013 wordt uitgezonden op ZDF. Het format is eigendom van Warner. Per uitzending worden vier of vijf objecten beoordeeld door experts en vervolgens geveild. Het programma werd tijdens de eerste seizoenen gepresenteerd door Sophie Davant. In 2023 nam Julia Vignali van haar over. Affaire conclue wordt dagelijks uitgezonden in de namiddag en had begin 2024 een kijkcijfergemiddelde van 1,2 miljoen met uitschieters tot 2 miljoen. Het programma wordt anno 2024 opgenomen in de Warner-studio's in Aubervilliers.